# Botiga Puig
La Botiga Puig és una obra d'Olot (Garrotxa) protegida com a bé cultural d'interès local.
És una botiga que presenta un ritme compositiu en la seva façana. Destaca la solució de la cornisa, i les columnes estriades. Les lletres inicials foren substituïdes amb la transformació del canvi d'activitat.